# Cryptocercus
Cryptocercus (лат.) — род полусоциальных древесных тараканов из монотипического семейства реликтовых тараканов (Cryptocercidae).

## Распространение
Северная Америка (США), Азия (Китай, Корея, Дальний Восток России).

## Описание
Полусоциальные древесные тараканы, которые эволюционно связывают тараканов с термитами и рассматриваются как модель первой стадии развития социальности. Среди уникальных черт реликтового таракана Cryptocercus: самки Cryptocercus демонстрируют сложное социальное поведение, которое может быть прообразом социальной структуры термитов; в кишечнике Cryptocercus тот же состав симбионтной микрофлоры, что и у низших термитов, помогающий им перерабатывать основную их пищу — целлюлозу.

## Классификация
На февраль 2021 года в род включают 12 видов:
- Cryptocercus clevelandi Byers, 1997
- Cryptocercus darwini Burnside, Smith & Kambhampati, 1999
- Cryptocercus garciai Burnside, Smith & Kambhampati, 1999
- Cryptocercus hirtus Grandcolas & Bellés, 2005
- Cryptocercus kyebangensis Grandcolas, 2001
- Cryptocercus matilei Grandcolas, 2000
- Cryptocercus meridianus Grandcolas & Legendre, 2005
- Cryptocercus parvus Grandcolas & Park, 2005
- Cryptocercus primarius Bey-Bienko, 1938
- Cryptocercus punctulatus Scudder, 1862
- Cryptocercus relictus Bey-Bienko, 1935 — Реликтовый таракан[2]
- Cryptocercus wrighti Burnside, Smith & Kambhampati, 1999